# Hans G. Hornung

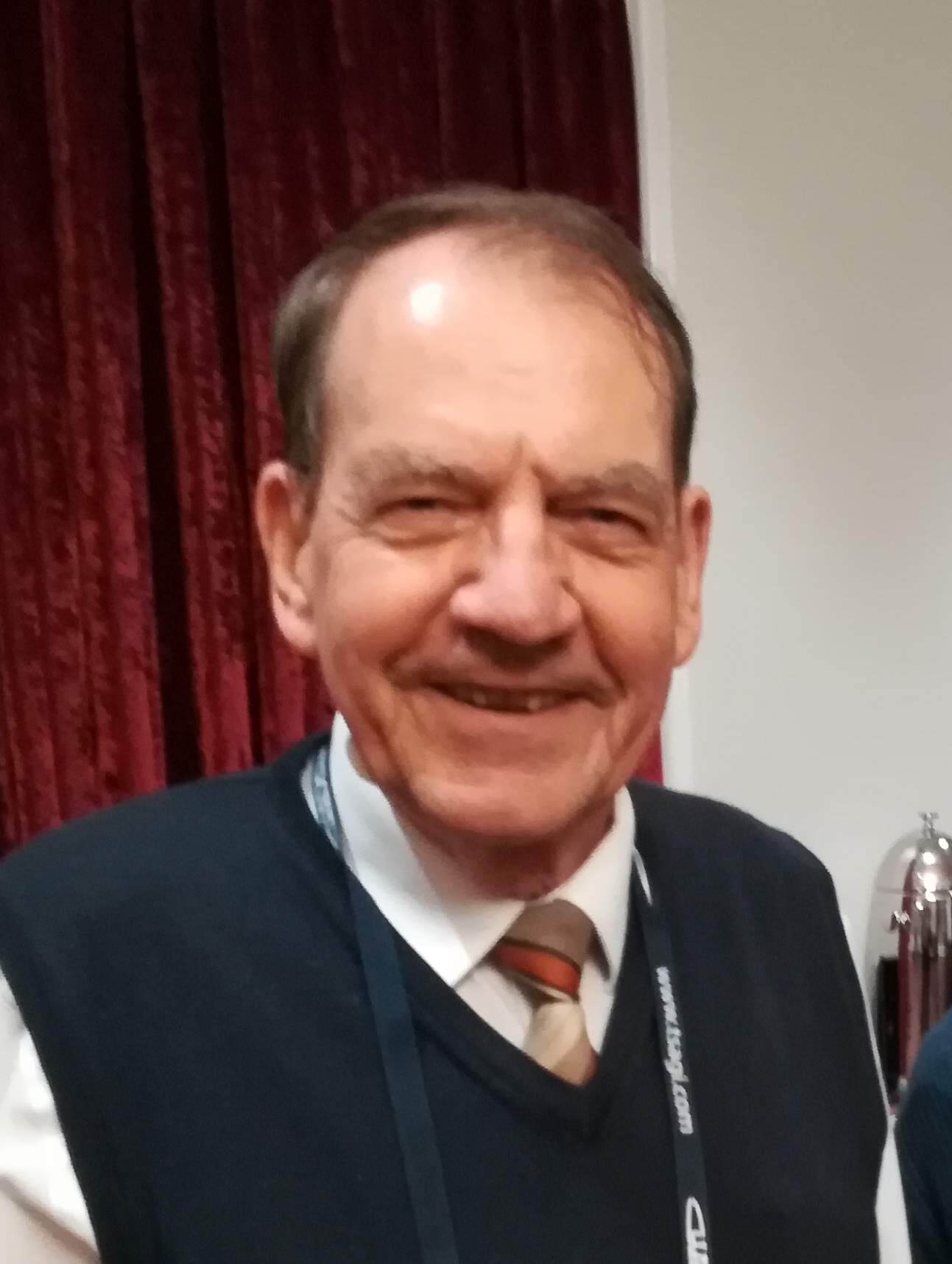
Hans G. Hornung (2018)

Hans Georg Hornung (* 1934 in Palästina) ist ein Ingenieur  und Professor für Luftfahrt.

## Leben und Werk
Hornung ist emeritierter C. L. „Kelly“ Johnson-Professor für Luftfahrt und Direktor des Guggenheim Aeronautical Laboratory des California Institute of Technology (GALCIT). Er erhielt sowohl einen Bachelor (1960) als auch seinen Master (1962) von der University of Melbourne und erwarb 1965 den akademischen Grad eines Ph.D. für Luftfahrt am Imperial College London bei John Stollery und Neil Freeman. Außerdem arbeitete er in den Aeronautical Research Laboratories in Melbourne (1962–63 und 1965–1967) und im Physik-Department der Australian National University (1967–1980), mit einem Sabbatjahr 1974 als Humboldt-Stipendiat bei Ernst Becker an der Technische Universität Darmstadt. 1980 nahm er den Ruf als Leiter des ehemaligen Instituts für Experimentelle Strömungsmechanik des DLR in Göttingen an. Er verließ Deutschland 1987, um als Nachfolger von Hans Liepmann in der Funktion des Direktors von GALCIT zu wirken. Während seiner Zeit bei GALCIT beaufsichtigte er den Bau von drei großen Anlagen: dem T5 Hypervelocity Shock Tunnel, dem John Lucas Adaptive-Wall Wind Tunnel und einem Überschall-Ludwieg-Rohr.
Er hat Beiträge zur Gasdynamik, insbesondere zur Mach-Reflexion und zu Dissoziationseffekten, zu abgelösten Strömungen und zur Windkanaltechnologie geleistet. Er wurde 1991 als ausländisches Mitglied in die Königlich Schwedische Akademie der Ingenieurwissenschaften gewählt. 1997 wurde Hornung für seine Beiträge zu Hyperschall und Aerodynamik zum Mitglied der National Academy of Engineering gewählt.

## Bücher
Hans G. Hornung, Dimensional Analysis: Examples of the Use of Symmetry, Dover Publications (2006)

## Ehrungen

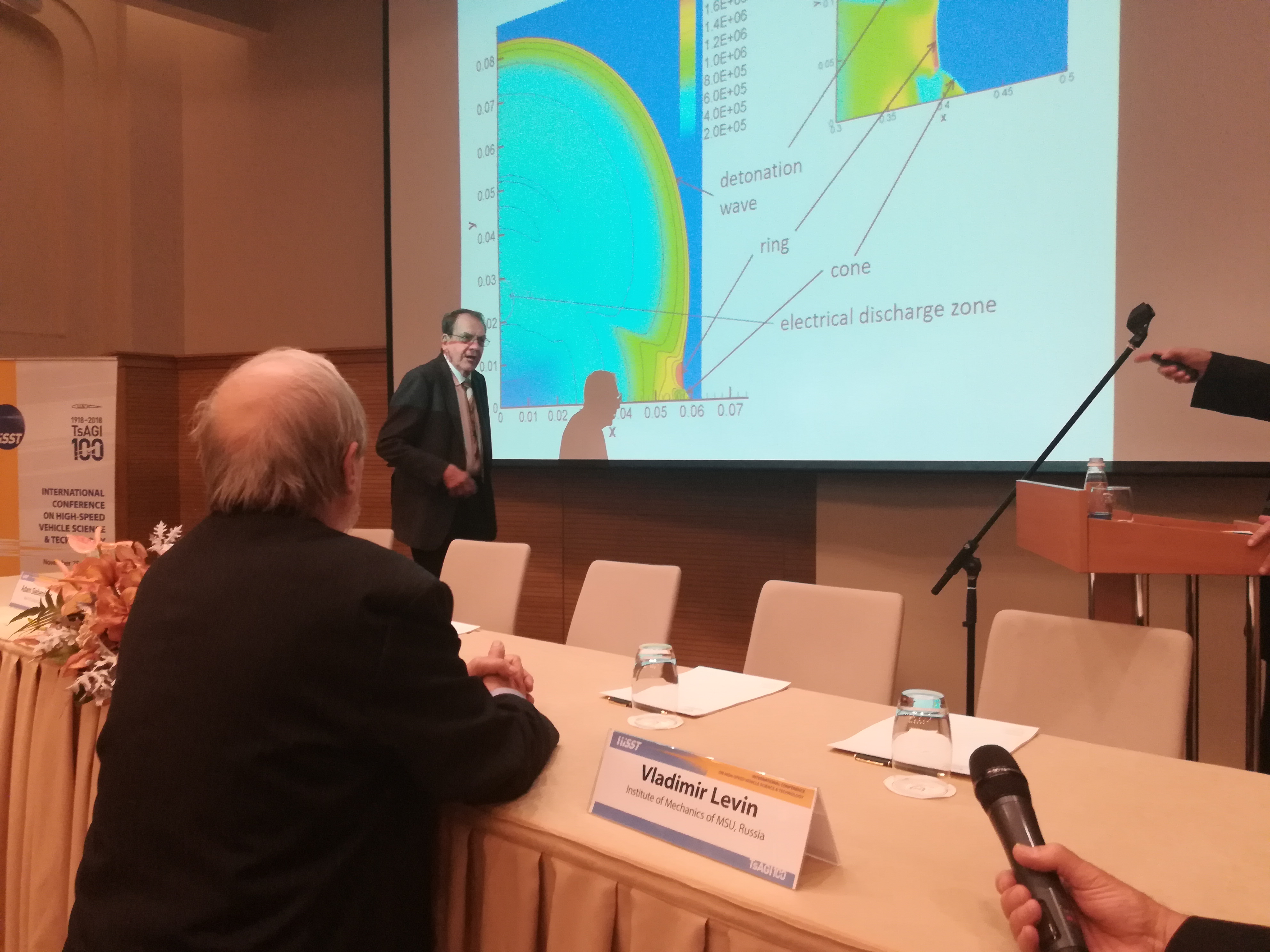
International Conference on High-Speed Vehicle Science and Technology (HiSST), Moskau, Russland, 2018

- 1988 ICAS von Karman Award, International Cooperation in Aeronautics
- 1991 Foreign Member Royal Swedish Academy of Engineering Science
- 1991 Scientific Member of the Board of the DLR
- 1997 Foreign Associate National Academy of Engineering
- 1999 Ludwig-Prandtl-Ring, Deutsche Gesellschaft für Luft- und Raumfahrt
- 2011 AIAA Fluid Dynamics Award
- Fellow, AIAA, Royal Aeronautical Society, AAAS, Australasian Fluid Mechanics Society
- 2012 Honorary doctorate, ETH Zürich
- 2015 AIAA Hypersonic Systems and Technologies Award